# Frangepán III. István
Frangepán III. István (horvátul: Stjepan III. Frankapan, ? – 1484 után) a Frangepán családból származó horvát főnemes, 1432 és 1437 között, majd 1463-1464-ben horvát-dalmát bán.

## Családja
Apja, Frangepán IV. Miklós, a 15. század elején a vegliai grófokként ismert nemesi család birtokában lévő hatalmas birtokok egyedüli birtokosa, és a család első tagja, aki már Frangepánnak nevezte magát. Miklósnak tíz fia volt, akik 1432-ben bekövetkezett halála után már nem éltek sokáig egyetértésben. A családi nézeteltérések 1449-ben egy Modrusban megtartott találkozóhoz vezettek, ahol a testvérek a közös tulajdont nyolc részre osztották, és megalapították a Frangepán nemzetséget.  A birtokmegosztáskor Frangepán III. István megkapta Modrus városát, Terzsán várának egy részét, valamint Vitunj, Grobnik és Dubovac városait és várait. Veglia (Krk) szigete (1451-ig), valamint Zengg városa (1464-ig) maradt közös birtok, melyeken a családtagok együtt gazdálkodtak és jövedelmüket megosztották.
1446-ban feleségül vette Estei Isottát (Erzsébet), III. Miklós őrgrófnak, Ferrara, Modena és Reggio urának a leányát, akitől 1453-ban Bernardin (Bernát) nevű fia született. Fia Bernát 1476. szeptember 16-án feleségül vette Louise Marzanót, Giovanni Francesco Marino Marzano herceg és Aragóniai Leonora királyi hercegnő (Aragóniai V. Alfonz lánya) lányát, akitől kilenc gyermeke született: Krsto (Kristóf) a későbbi neves hadvezér, Beatrix, Mátyás törvénytelen fiának Corvin János horvát bánnak a felesége, valamint Ferdinánd, Matija (Mátyás), Ivan Franjo (János Ferenc), Marija Magdalena (Mária Magdolna), Elizabeta (Erzsébet), Eufrozina (Fruzsina), aki Dessewffy Ferenc felesége lett, és Katarina (Katalin).

## Élete
Fiú testvéreivel és Katalin nevű lánytestvérével együtt egy 1416. január 27-én kelt dokumentumban említik először, amellyel apjuk IV. Miklós 20 000 forint kölcsön fejében élethosszig feleségének, Garai Dorottyának adományozza Ozaly várát. Apja életében nincs adat a Zsigmond szolgálatába lépett Istvánról, aki időközben a király egyik legkiválóbb udvaroncává vált, és még európai útjain is elkísérte.  Apja halálhíre Sienában érte el, amikor éppen Zsigmondot kísérte Rómába a Német-Római Birodalom császárkoronázására, majd később a bázeli zsinatra is elkísérte Zsigmondot. A király 1432. augusztus 1-jén megerősítette Istvánt és testvéreit a horvát-dalmát bánság kormányzói tisztségében, 1434. január 16-án pedig az általa apjuknak adott városok és területek tulajdonában. Ebben az évben testvére, VI. János átengedte neki Zengg, Modrus és Bihács birtokait. 1436 elején Frigyes herceg (a későbbi III. Frigyes császár) és VI. Albert (a későbbi Albert horvát-magyar király), akinek február 12-én Grazban hűséget és engedelmességet fogadott a Habsburgok krajnai kapitányává nevezték ki. Amikor 1436-ban Zsigmond hadba vonult testvére, VI. János ellen István nem segített testvérének, de 1437-ben is megtartotta a báni címét. A Habsburgokra való támaszkodásának köszönhetően István megőrizte eredeti birtokait, sőt 1442-ben birtokaihoz csatolta a blagaji uradalomhoz tartozó Dubovacot. Ezen kívül a császár tanácsadójaként és grófjaként 1443. február 3-án pénzverési jogot kapott.
1446-ban feleségül vette Isottát, Estei III. Miklós őrgrófnak Ferrara, Modena és Reggio urának a leányát. Néhány horvát és magyar nemessel támogatta V. Alfonz aragóniai királyt a nápolyi trón megszerzésében. 1446-ban, amikor Hunyadi János pártja felülkerekedett a magyarországi pártharcokban, csatlakozott ahhoz, és ezzel megszakította kapcsolatát III. Frigyes császárral. Ennek következményeként 1447-ben elvesztette Krajnát. 1453-tól István ismét III. Frigyes császár kegyeibe és szolgálatába állt, aki ismét kapitányává nevezte ki Krajnába. 1456-ban meghalt felesége, Isotta. V. László magyar király 1457-ben bekövetkezett halála után támogatta Hunyadi fiát, Corvin Mátyást, és 1458 januárjában hozzájárult királlyá választásához. Ugyanezen év áprilisában vagy májusában jelen volt a budai udvarban, ahol az országnagyok törökök elleni háborúról tanácskoztak.
A következő évben saját költségén vezette az uralkodó küldöttségét Mantovába, ahol a török elleni közös háború tervét tárgyalták meg. II. Pius pápa vele küldött pénzt a királynak, hogy támogassa a hadsereg megszervezését. A küldetés után a király 1463-ban horvát-dalmát bánná nevezte ki. Ebben az évben István a király követeként Itáliába ment, de Bosznia összeomlásának hírére visszatért hazájába. Ez év szeptemberében a királynál szállt meg Péterváradon, és 1463-64-ben részt vett Mátyás boszniai hadjáratában. 1464-ben István már nem viselte a horvát-dalmát bán címet, és miután a törökök elpusztították Zengg környékét és elrabolták István unokaöccsét, kapcsolata Mátyás királlyal is megváltozott. István ismét III. Frigyes császárhoz közeledett, mire Mátyás kapitánya, Magyar Balázs 1469-ben elfoglalta Zengget, és benyomult Vinodolba. Bár az 1470-es szerződésben Mátyás király ígéretet tett Istvánnak, hogy visszaadja Zengget, ez későbbi jobb kapcsolataik ellenére sem történt meg. Amikor István 1481-ben Zágrábban kibékült Mátyással, az megerősítette régi és új birtokaiban, így továbbra is birtokolta többek között Modrust, Grobnikot és Vinodol területének egy részét,valamint Ozaly, Ribnik, Dobóc és Zvečaj várait. Frangepán István 1484-ben hunyt el, birtokait egyetlen fia Frangepán Bernát örökölte.